# Cerro Amaculla
Cerro Amaculla är ett berg i Chile.   Det ligger i provinsen Provincia del Tamarugal och regionen Región de Tarapacá, i den norra delen av landet, 1 400 km norr om huvudstaden Santiago de Chile. Toppen på Cerro Amaculla är 4 380 meter över havet, eller 258 meter över den omgivande terrängen. Bredden vid basen är 3,8 km.
Terrängen runt Cerro Amaculla är huvudsakligen bergig. Trakten runt Cerro Amaculla är nära nog obefolkad, med mindre än två invånare per kvadratkilometer.. Det finns inga samhällen i närheten. 
Trakten runt Cerro Amaculla är ofruktbar med lite eller ingen växtlighet.